# Janusz Leleno
Janusz Leleno (ur. 8 lipca 1916 w Warszawie, zm. 17 października 2004) – polski sędzia lekkoatletyczny, specjalista chodu sportowego i konkurencji rzutowych.

## Życiorys
Uprawiał lekkoatletykę w klubie warszawskim Orzeł, trenował także spadochroniarstwo oraz boks w warszawskiej Polonii (pod kierunkiem Feliksa Stamma). W 1937 ukończył kurs sędziego lekkoatletyki i został działaczem – sędzią i organizatorem zawodów. Zaliczał się do czołowych propagatorów chodu sportowego w Polsce, wykształcił wielu swoich następców – sędziów; miał międzynarodowe uprawnienia sędziowskie w chodzie sportowym. Pozostał aktywny do końca życia, m.in. pracował przy organizacji mistrzostw Polski juniorów w hali w 2004.
Weteran II wojny światowej, uczestniczył w kampanii wrześniowej; przebywał w niewoli w ZSRR, następnie w wojskach lotniczych w Bejrucie i potem we Francji. Ponownie trafił do niewoli, tym razem niemieckiej. W latach 1944–1946 służył w jednostkach polskich przy armii amerykańskiej.
W 2000 roku został odznaczony Krzyżem Oficerskim Orderu Odrodzenia Polski.
3 czerwca 2004 w ambasadzie Francji w Warszawie został odznaczony Legią Honorową.
Pochowany na cmentarzu Bródnowskim (kw. 8B, rząd V, grób 2).